# Josef Lasser von Zollheim
Josef Lasser von Zollheim, plným jménem Josef Anton Lasser Freiherr von Zollheim (30. září 1814 Strobl – 18. nebo 19. listopadu 1879 Vídeň), byl rakousko-uherský, respektive předlitavský státní úředník a politik, v letech 1860–1861 ministr spravedlnosti Rakouského císařství, pak v letech 1861–1865 ministr politické správy Rakouského císařství a v období let 1871–1878 ministr vnitra Předlitavska, významný politik Ústavní strany.

## Biografie

### Mládí a veřejná činnost v letech 1848–1849
Vystudoval právo na Vídeňské univerzitě. Roku 1838 získal titul doktora práv a následujícího roku nastoupil do státních služeb. V roce 1848 byl zvolen poslancem celoněmeckého Frankfurtského parlamentu i rakouského Říšského sněmu. Vybral si ovšem mandát na Říšském sněmu (podle jiného zdroje byl až do roku 1849 i členem Frankfurtského parlamentu), kde patřil k liberální levici. Podílel se na legislativě ohledně zrušení poddanství a prosadil finanční odškodnění pozemkových vlastníků za zrušení roboty, čímž korigoval radikální návrhy Hanse Kudlicha. Zapojil se i do debat o nové ústavě, přičemž na podzim 1848 představoval jednoho z předáků středového uskupení poslanců, kteří odmítali předrevoluční poměry ale i výstřelky liberálních radikálů. V státoprávních otázkách náležel k centralistům, tedy odmítal rozvolnění Rakouska podle regionálního či etnického principu.
Na rakouský ústavodárný Říšský sněm byl zvolen ve volbách roku 1848. Zastupoval volební obvod Werfen v Salcbursku. Uvádí se jako aktuár dvorní komory. Patřil ke sněmovní levici.

### Státním úředníkem za neoabsolutismu
Ihned po rozpuštění Říšského sněmu (takzvaný Kroměřížský sněm) v březnu 1849 nastoupil jako státní úředník na ministerstvo vnitra, kde působil po celé období bachovského neoabsolutismu. Patřil mezi hlavní spolupracovníky Alexandera Bacha a podílel se na reformách obecní správy a samosprávy. Byl také aktivní v komisi pro rozšíření města Vídně.

### Rakouským a předlitavským ministrem
Po obnovení ústavnosti (Říjnový diplom) usedl 20. října 1860 do vlády Johanna Rechberga jako ministr spravedlnosti Rakouského císařství (podle jiných zdrojů jen jako ministr bez portfeje). Na tomto postu setrval do 4. února 1861. V následné vládě Rainera Ferdinanda Habsbursko-Lotrinského se pak stal ministrem politické správy Rakouského císařství a na tomto postu setrval do 27. července 1865. Jiné zdroje zase uvádějí, že až do roku 1865 byl ministrem spravedlnosti. V roce 1865 každopádně podal demisi na ministerský post a byl penzionován.
Byl členem německé liberální Ústavní strany. V letech 1868–1870 zastával funkci místodržícího Tyrolska. Zde ovšem jeho liberální, pokrokářské a antiklerikální koncepce byly ostře odmítány konzervativně orientovaným Tyrolským zemským sněmem. Kromě toho dlouhodobě zasedal jako poslanec Říšské rady. Nastoupil do ní již v roce 1861 (za Salcbursko, kurie tržních obcí, obvod Zell am See, Saalfelden, Mittersill, Lofer, Taxenbach). V Říšské radě byl poslancem i v následujícím funkčním období 1867–1870 (Salcbursko, kurie venkovských obcí), 1870–1871 (Salcbursko) a 1871–1873 (nyní již za Horní Rakousy, kurie velkostatkářská).
26. listopadu 1871 se stal ministrem vnitra Předlitavska ve vládě Adolfa von Auersperga. Na této pozici setrval do 4. července 1878. Jeho vliv ve vládě byl velký. Odpůrci dokonce Auerspergův kabinent nazývali Lasserovou vládou.
V roce 1878 se stal doživotním členem Panské sněmovny.